# 托比·瑞格波
托比·瑞格波（英語：Toby Regbo，1991年10月18日—）是英國的一位演員，他同時參加電影，電視和劇場作品的演出。他最著名的作品是在CW電視台電視劇風中的女王中出演弗朗索瓦二世的角色。瑞格波出生在英格蘭倫敦 ，他的父親有挪威血統，母親則有意大利和澳大利亞血統。在2006年，他參與演出了ITV電視電影夏普的挑戰，開始了他的演藝生涯。

## 外部連結
- 托比·瑞格波在互联网电影资料库（IMDb）上的資料（英文）
- 托比·瑞格波的X（前Twitter）

1. ↑  .   [2014-07-27]. （原始内容存档于2017-05-23）.